# Ołeksandr Korczmid
Ołeksandr Korczmid, ukr. Олександр Корчмід (ur. 22 stycznia 1982) – ukraiński lekkoatleta, skoczek o tyczce.

## Osiągnięcia
- srebrny medal Mistrzostw Świata Juniorów Młodszych w Lekkoatletyce (Bydgoszcz 1999)
- srebro podczas Mistrzostw Świata Juniorów (Santiago 2000)
- złoto na Młodzieżowych mistrzostwach Europy (Bydgoszcz 2003)
- złoty medal Uniwersjady (Daegu 2003)
- brąz Uniwersjady (Izmir 2005)

Korczmid dwukrotnie reprezentował Ukrainę na igrzyskach olimpijskich – w Atenach w 2004 zajął 16. miejsce, a 4 lata później w Pekinie zajął 22. lokatę w eliminacjach, nie kwalifikując się do finału.
Kontrola dopingowa przeprowadzona 15 lutego 2009 po mityngu w Doniecku wykazała obecność efedryny, która jest niedozwolonym środkiem dopingującym, sankcje jakie spotkały Ukraińca nie okazały się jednak surowe – anulowane jego wyniki z tego mityngu oraz udzielono mu publicznego ostrzeżenia.

## Rekordy życiowe
- Skok o tyczce (stadion) – 5,81 (2005)
- Skok o tyczce (hala) – 5,80 (2007)